# Masabata Klaas
Masabata Marie Klaas (* 3. Februar 1991 in Botshabelo, Südafrika) ist eine südafrikanische Cricketspielerin die seit 2010 für die südafrikanische Nationalmannschaft spielt.

## Kindheit und Ausbildung
Sie begann das Cricketspiel mit 11 Jahren und spielte zunächst in Jungenmannschaften, bevor sie in die Altersklassenmannschaften der Provinz aufgenommen wurde.

## Aktive Karriere
Ihr Debüt in der Nationalmannschaft gab sie bei der ICC Women’s Cricket Challenge 2010. Ihr erstes WODI absolvierte sie gegen Sri Lanka und das erste WTwenty20 gegen die Niederlande, wobei ihr 2 Wickets für 20 Runs gelangen. Nachdem sie vereinzelte Spiele auf internationaler Ebene absolviert hatte, war sie zunächst dann nicht mehr im Team vertreten. In 2013 bekam sie ein Kind und spielte dann zunächst nur noch im nationalen Cricket. Erst ab 2015 absolvierte sie dann wieder vereinzelte Spiele und war ab 2016 wieder fester Bestandteil der Mannschaft. Beim ICC Women’s World Twenty20 2016 bestritt sie ein Spiel. Im Oktober 2016 konnte sie gegen Neuseeland im sechsten WODI 3 Wickets für 32 Runs erzielen und wurde dafür als Spielerin des Spiels ausgezeichnet. Sie war auch Teil der südafrikanischen Mannschaft beim Women’s Cricket World Cup 2017 und absolvierte dort zwei Spiele. Beim ICC Women’s World Twenty20 2018 konnte sie zwar vier Spiele bestreiten, erzielte jedoch nur 2 Wickets und konnte keinen Run erreichen.
Ab 2019 besserten sich ihre Leistungen. Im Februar des Jahres konnte sie im ersten WODI gegen Sri Lanka 3 Wickets für 46 Runs erreichen. Im Mai auf der Tour gegen Pakistan folgten dann in der WODI-Serie zwei mal 3 Wickets (3/27 und 3/55), wobei sie für ersteres als Spielerin des Spiels ausgezeichnet wurde, nachdem sie ein Hattrick erzielte. Im Januar 2020 konnte sie dann in Neuseeland im ersten WODI 3 Wickets für 37 Runs erreichen. Als Teil der südafrikanischen Mannschaft beim Women’s Cricket World Cup 2022 gelangen ihr in vier Spielen jeweils 2 Wickets. Bei den Commonwealth Games 2022 erreichte sie gegen Sri Lanka 2 Wickets für 7 Runs. Im Januar 2023 absolvierte sie mit dem Team ein heimisches Drei-Nationen-Turnier und erzielte dabei unter anderem 4 Wickets für 21 Runs gegen die West Indies. Beim ICC Women’s T20 World Cup 2023 erhielt sie dann einen Einsatz.

## Privates
Klaas hat eine Tochter.